# Kastanjebuikboomgors
De kastanjebuikboomgors (Poospiza whitii) is een zangvogel uit de familie Thraupidae (tangaren).

## Verspreiding en leefgebied
Deze soort telt 2 ondersoorten:
- P. w. wagneri: westelijk Bolivia.
- P. w. whitii: centraal en zuidelijk Bolivia en noordwestelijk Argentinië.

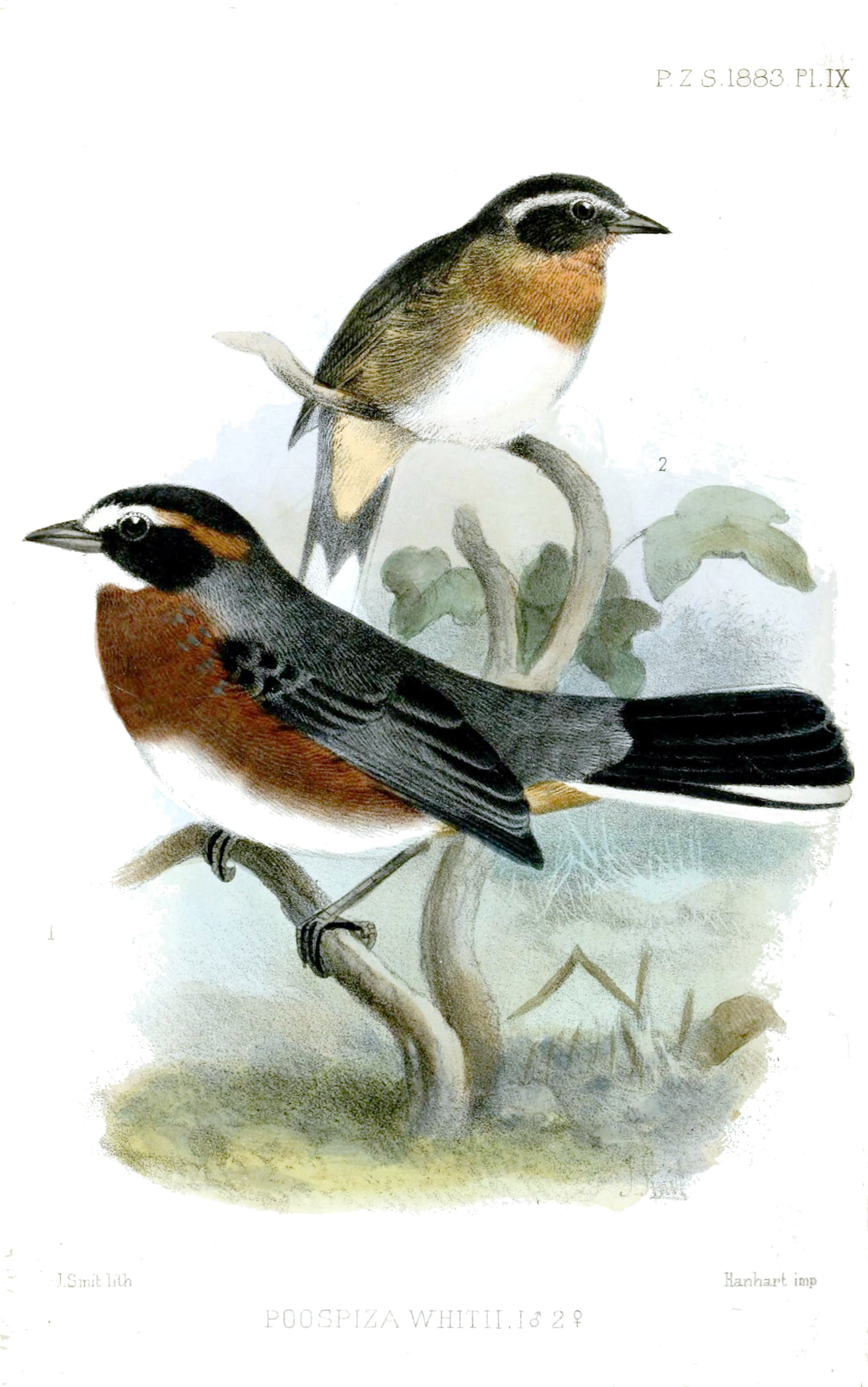